# Damien Renard
Damien Renard (* 20. únor 1980) je francouzský reprezentant v orientačním běhu, jenž v současnosti žije v norském Kongsbergu. Jeho největším úspěchem je stříbrná medaile ze štafet na Mistrovství světa v roce 2005 v Aichi. V současnosti běhá za norský klub Kristiansand OK.